# Habib Ben Yahia

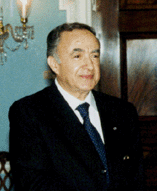
Habib Ben Yahia en una imagen de 2002.

Habib Ben Yahia (Túnez, 30 de julio de 1938) es un político y diplomático de Túnez. 
Master en filología inglesa por la Universidad de Túnez y diplomado en relaciones internacionales por la Universidad de Columbia (Estados Unidos). En 1963 comenzó a trabajar en el Ministerio de Asuntos Exteriores. En 1967 fue destinado a la embajada de Túnez en Estados Unidos como consejero económico y después a Francia. En 1973 regresó a su país donde fue nombrado Jefe de Gabinete del Ministro de Exteriores. En 1977 marchó como embajador a Bélgica primero y luego a Estados Unidos.
En 1988 fue nombrado Secretario de Estado de Exteriores y en 1991 fue nombrado Ministro de Asuntos Exteriores por vez primera vez hasta 1997, en que ocupó la cartera de Defensa, pasando de nuevo a Asuntos Exteriores en 1999. En 2004 fue cesado y en 2006 fue nombrado Secretario General de la Unión del Magreb Árabe.